# HŽ serija 6011
HŽ serija 6011 (nadimak Gomulka ili Litorina) serija je elektromotornih vlakova Hrvatskih željeznica, izgrađenih u poljskoj tvornici Pafawag (Wrocław) u periodu od 1965. – 1966. Inače ukupno je proizvedeno 1412 kompozicija u periodu od 1962. do 1993. Sustav električnog napajanja je istosmjerni 3 kV. Namijenjen je za prijevoz putnika u prigradskom željezničkom prometu. Sastoji se od četiriju vagona, i to od dvaju središnjih motornih vagona i od jednoga upravljačkog vagona na svakome kraju garniture. 
Ova serija vlakova prometovala je na riječkom prometnom području. Krajem 2011. godine prodane su posljednje dvije garniture popularnih "Litorina".

## Operateri
Serija 6011 (oznaka 6011 za upravljačke vagone, a 4011 za središnje vagone) serija je Hrvatskih željeznica, ali isti elektromotorni vlakovi prometuju još i u Poljskoj (serija EN71, Polskie Koleje Państwowe) te Slovenija (serija 315, Slovenske željeznice).

## Nadimci
Nadimak Gomulka ova serija elektromotornih vlakova dobila je po Władysławu Gomułki, koji je u vrijeme isporuke bio vođa poljske Komunističke partije.
Nadimak Litorina ova serija elektromotornih vlakova dobila je po nadimku stare serije elektromotornih vlakova JŽ-a serije 310, koja je izrađena u talijanskoj tvornici "Breda"; garnituru je SFRJ dobila kao ratnu odštetu, bila je u prometu od 1958. do 1966. godine.

## Tehnički podaci
- Osovinski raspored: 2'2' + Bo' Bo' + Bo' Bo' + 2'2
- Napon napajanja: istosmjerni 3 kV
- Motor-generator: Dolmel LKP 330
- Trajna snaga: 1392 kW
- Maksimalna brzina: 110 km/h
- Osovinski pritisak: 18,8/13,7 (motorni vagon/prikolica)
- Duljina garniture preko središnjega kvačila 86840 mm
- Duljina prikolice preko središnjega kvačila: 21200 mm
- Masa prazne garniture 190 t
- Duljina motornoga vagona: 21770 mm
- Broj sjedala u garnituri: 256 
  - u motornom vagonu: 76
  - u prikolici: 52

## Galerija
- Vlak Slovenskih željeznica serije 315 u Zidanom Mostu
- Vlakovi Poljskih željeznica serije EN57 druga serija
- Vlakovi Poljskih željeznica serije EN57 treća serija
- Vlakovi Poljskih željeznica serije EN57 tvrtka Przewozy Regionalne nakon modernizacije (EN57AL)